# Новаки Оборовски
Новаки Оборовски су насељено место у саставу општине Ругвица у Загребачкој жупанији, Хрватска. До територијалне реорганизације у Хрватској налазили су се у саставу бивше велике општине Дуго Село.

## Становништво
На попису становништва 2011. године, Новаки Оборовски су имали 305 становника.

## Попис1991.
На попису становништва 1991. године, насељено место Новаки Оборовски је имало 229 становника, следећег националног састава:
| Попис 1991.‍ | Попис 1991.‍ | Попис 1991.‍ | Попис 1991.‍ | Попис 1991.‍ |
| ----------- | ----------- | ----------- | ----------- | ----------- |
|             |             |             |             |             |
| Хрвати      | Хрвати      |             | 222         | 96,94%      |
| Италијани   | Италијани   |             | 2           | 0,87%       |
| Југословени | Југословени |             | 2           | 0,87%       |
| Срби        | Срби        |             | 1           | 0,43%       |
| непознато   | непознато   |             | 2           | 0,87%       |
| укупно: 229 |             |             |             |             |